# Championnat de Pologne de football 2013-2014
Navigation
Ekstraklasa 2012-13 Ekstraklasa 2014-15
La saison 2013-2014 du championnat de Pologne de football est la 88e saison de l'histoire de la compétition et la 80e sous l'appellation « Ekstraklasa » (et la 3e sous le nom T-Mobile Ekstraklasa). Le premier championnat dans la hiérarchie du football polonais oppose seize clubs en deux séries de trente et sept rencontres, disputées pour la première selon le système aller-retour où les différentes équipes s'affrontent une fois par phase et pour la seconde en matches simples, chaque équipe affrontant une seule fois les autres clubs présents dans son groupe. La saison commence le 19 juillet 2013 (soit un mois plus tôt que la saison précédente, à la suite de l'instauration de cette nouvelle formule de compétition) et prend fin le 1er juin 2014.
Les trois premières places de ce championnat sont qualificatives pour les compétitions européennes que sont la Ligue des champions et la Ligue Europa. Une quatrième place est attribuée au vainqueur de la coupe nationale.
Le Zawisza Bydgoszcz et le Cracovia sont les deux clubs promus cette saison.
Le Legia Varsovie met son titre en jeu pour la neuvième fois de son histoire.
Premier quasiment toute la saison, le Legia remporte son dixième titre avant son match de la 35e journée, profitant du match nul du Lech Poznań, son principal concurrent, classé deuxième en fin de saison.
À l'inverse, le Widzew Łódź et le Zagłębie Lubin sont les deux clubs relégués.

## Les seize clubs participants

### Présentation
| \| Cracovia Górnik Jagiellonia Korona Lech Lechia Legia Piast Podbeskidzie Pogoń Ruch Śląsk Widzew Wisła Zagłębie Zawisza \| Localisation des clubs concernés. |
| Cracovia Górnik Jagiellonia Korona Lech Lechia Legia Piast Podbeskidzie Pogoń Ruch Śląsk Widzew Wisła Zagłębie Zawisza                                         |

Seize clubs ont obtenu sportivement leur présence dans la compétition, après les éditions 2012-2013 du championnat de Pologne de première et deuxième division. Le Polonia Varsovie, qui devait faire partie de cette liste, a été exclu par la commission des clubs de la fédération polonaise, qui ne lui a pas accordé de licence pour des raisons financières (impayés de salaires, nombreuses dettes…),. Les deux promus sont le Cracovia, qui revient dans l'élite après une saison en D2, et le Zawisza Bydgoszcz.
| Club                       | Dernière montée | Budget (en M€) | 2012- 2013 | Entraîneur actuel   | Depuis | Stade                       | Capacité théorique |
| -------------------------- | --------------- | -------------- | ---------- | ------------------- | ------ | --------------------------- | ------------------ |
| Cracovia                   | 2013            | 4,6            | 2e (D2)    | Mirosław Hajdo      | 2014   | Stade Józef Piłsudski       | 15 016             |
| Górnik Zabrze              | 2010            | 3,6            | 5e         | Robert Warzycha     | 2014   | Stade Ernest-Pohl           | 3 000              |
| Jagiellonia Białystok      | 2007            | 4,8            | 10e        | Michał Probierz     | 2014   | Stade municipal             | 7 700              |
| Korona Kielce              | 2009            | 4,3            | 11e        | José Rojo Martín    | 2013   | Kolporter Arena             | 15 500             |
| Lech Poznań                | 2002            | 10,7           | 2e         | Mariusz Rumak       | 2012   | Stade INEA                  | 41 609             |
| Lechia Gdańsk              | 2008            | 4,8            | 8e         | Ricardo Moniz       | 2014   | PGE Arena Gdańsk            | 42 105             |
| Legia Varsovie             | 1948            | 23,8           | 1er        | Henning Berg        | 2013   | Pepsi Arena                 | 31 103             |
| Piast Gliwice              | 2012            | 4,3            | 4e         | Ángel Pérez García  | 2014   | Stade municipal             | 10 037             |
| Podbeskidzie Bielsko-Biała | 2011            | 2,1            | 14e        | Leszek Ojrzyński    | 2013   | Stade municipal             | 3 404              |
| Pogoń Szczecin             | 2012            | 4,3            | 12e        | Dariusz Wdowczyk    | 2013   | Stade municipal             | 18 027             |
| Ruch Chorzów               | 2007            | 4,3            | 15e        | Ján Kocian          | 2013   | Stade municipal             | 9 300              |
| Śląsk Wrocław              | 2008            | 5,9            | 3e         | Tadeusz Pawłowski   | 2014   | Stade municipal             | 42 771             |
| Widzew Łódź                | 2010            | 3,1            | 13e        | Artur Skowronek     | 2013   | Stade Ludwik Sobolewski     | 10 500             |
| Wisła Cracovie             | 1995            | 9,5            | 7e         | Franciszek Smuda    | 2013   | Stade Henryk Reyman         | 33 326             |
| Zagłębie Lubin             | 2009            | 8,3            | 9e         | Piotr Stokowiec     | 2014   | Stade du Zagłębie Lubin     | 16 076             |
| Zawisza Bydgoszcz          | 2013            | 2,9            | 1er (D2)   | Ryszard Tarasiewicz | 2013   | Stade Zdzisław Krzyszkowiak | 20 559             |

Légende :
- Qualifié pour le deuxième tour de qualification de la Ligue des champions 2013-2014.
- Qualifié pour le deuxième tour de qualification de la Ligue Europa 2013-2014.
- Promu de I liga.

### Changements d'entraîneurs en cours de saison
Au cours de la saison, seize changements d'entraîneurs ont lieu, dont trois au Zagłębie Lubin et deux au Widzew Łódź (les deux clubs sont finalement relégués). Seuls quatre clubs ne sont pas concernés par ces changements : le Lech Poznań, le Pogoń Szczecin, le Wisła Cracovie et le Zawisza Bydgoszcz.
| Équipe                | Équipe | Entraîneur partant   | Date de départ    | Remplacé par       | Date d'entrée en fonction |
| --------------------- | ------ | -------------------- | ----------------- | ------------------ | ------------------------- |
| Zagłębie Lubin        | 16e    | Pavel Hapal          | 30 juillet 2013   | Adam Buczek        | 30 juillet 2013           |
| Korona Kielce         | 13e    | Leszek Ojrzyński     | 5 août 2013       | José Rojo Martín   | 13 août 2013              |
| Ruch Chorzów          | 14e    | Jacek Zieliński      | 16 septembre 2013 | Ján Kocian         | 19 septembre 2013         |
| Widzew Łódź           | 14e    | Radosław Mroczkowski | 26 septembre 2013 | Rafał Pawlak       | 26 septembre 2013         |
| Zagłębie Lubin (2)    | 13e    | Adam Buczek          | 27 septembre 2013 | Orest Lenczyk      | 27 septembre 2013         |
| Podbeskidzie          | 16e    | Czesław Michniewicz  | 22 octobre 2013   | Leszek Ojrzyński   | 22 octobre 2013           |
| Górnik Zabrze         | 2e     | Adam Nawałka         | 31 octobre 2013   | Ryszard Wieczorek  | 12 novembre 2013          |
| Legia Varsovie        | 1er    | Jan Urban            | 19 décembre 2013  | Henning Berg       | 19 décembre 2013          |
| Widzew Łódź (2)       | 16e    | Rafał Pawlak         | 6 janvier 2014    | Artur Skowronek    | 6 janvier 2014            |
| Śląsk Wrocław         | 13e    | Stanislav Levý       | 23 février 2014   | Tadeusz Pawłowski  | 26 février 2014           |
| Górnik Zabrze (2)     | 5e     | Ryszard Wieczorek    | 10 mars 2014      | Robert Warzycha    | 12 mars 2014              |
| Lechia Gdańsk         | 10e    | Michał Probierz      | 26 mars 2014      | Ricardo Moniz      | 27 mars 2014              |
| Jagiellonia Białystok | 10e    | Piotr Stokowiec      | 7 avril 2014      | Michał Probierz    | 7 avril 2014              |
| Piast Gliwice         | 14e    | Marcin Brosz         | 6 mai 2014        | Ángel Pérez García | 7 mai 2014                |
| Cracovia              | 12e    | Wojciech Stawowy     | 12 mai 2014       | Mirosław Hajdo     | 13 mai 2014               |
| Zagłębie Lubin (3)    | 15e    | Orest Lenczyk        | 12 mai 2014       | Piotr Stokowiec    | 12 mai 2014               |

## Autour du championnat

### Changement de formule
Le 5 avril 2013, le Conseil de surveillance d'Ekstraklasa SA, société organisatrice du championnat, annonce le changement de la formule de la compétition. Pour « relever le niveau du championnat » et pour que « chaque match ait un réel enjeu », il décide de diviser le championnat en deux phases : une phase classique de trente matches, identique à celle des éditions précédentes, et une seconde de sept matches lors de laquelle les seize équipes jouent soit le titre de champion soit le maintien. Pour cela, comme c'était le cas lors de l'édition 2001-2002 du championnat, les huit premiers à l'issue de la première phase sont placés dans un premier groupe et se disputent le titre et les places européennes, tandis que les huit autres clubs sont placés dans un deuxième groupe et s'affrontent pour éviter la relégation,. Avant le début de la seconde phase, les points de chaque équipe obtenus en saison régulière sont divisés par deux et arrondis, comme pratiqué dans le championnat de Belgique.
Mais rapidement, cette décision fait débat en Pologne et n'est pas soutenue par la majorité des clubs, qui reprochent un manque de concertation. Quelques semaines après la première annonce, Ekstraklasa SA décide d'abandonner le système de division des points et crée un groupe de travail, ESA-37, auquel les dirigeants de clubs sont conviés et choisissent d'adhérer. Cette modification est cependant contestée par la fédération polonaise, qui en mai par la voix de son président Zbigniew Boniek se prononce pour la division des points, en opposition aux présidents de clubs.
Finalement, le système initial est réintégré dans la formule, validée par les deux parties le 22 mai.

### La campagne européenne des clubs polonais

#### Tours de qualification
| Ligue des champions | Ligue des champions | Ligue des champions | Ligue des champions |
| Tour                | Club                | Adversaire          | Scores              |
| ------------------- | ------------------- | ------------------- | ------------------- |
| 2e                  | Legia Varsovie t, t | New Saints          | 1-3 / 1-0           |
| 3e                  | Legia Varsovie t, t | Molde               | 1-1 / 0-0e          |
| Barr.               | Legia Varsovie t, t | Steaua t            | 1-1 / 2-2e          |

| Ligue Europa | Ligue Europa    | Ligue Europa | Ligue Europa |
| Tour         | Club            | Adversaire   | Scores       |
| ------------ | --------------- | ------------ | ------------ |
| 2e           | Lech Poznań t   | FC Honka     | 1-3 / 2-1    |
| 2e           | Śląsk Wrocław t | Rudar        | 4-0 / 2-2    |
| 2e           | Piast Gliwice   | Qarabağ t    | 2-1 / 2-2ap  |
| 3e           | Lech Poznań t   | Žalgiris     | 1-0 / 2-1e   |
| 3e           | Śląsk Wrocław   | Bruges t     | 1-0 / 3-3    |
| Barr.        | Śląsk Wrocław   | Séville FC t | 4-1 / 0-5    |

##### Ligue des champions
Pour son retour en Ligue des champions, sept ans après sa dernière participation à la phase de qualification, le Legia se déplace au pays de Galles et affronte The New Saints, le 17 juillet. Soutenus par plus d'un millier de supporters, les varsoviens entrent mal dans le match et concèdent l'ouverture du score, puis quelques autres occasions de but. De retour des vestiaires après la mi-temps, et alors que l'entraîneur Jan Urban vient d'effectuer deux changements, le Legia égalise (47e) puis prend l'avantage (57e), concrétisant sa nouvelle domination. À l'approche du dernier quart d'heure, il assure l'issue du match grâce à un but de Jakub Kosecki. Lors du match retour à la Pepsi Arena, devant un peu moins de douze mille personnes, le club polonais contrôle le ballon et gagne par un but à zéro. Pour le troisième tour de qualification, le tirage au sort lui réserve le club norvégien de Molde. La double opposition est beaucoup plus accrochée, et le Legia ne doit son bon résultat à l'aller puis sa qualification qu'à Vladimer Dvalishvili (buteur en Norvège) et Dušan Kuciak, imbattable à Varsovie, profitant de la règle des buts marqués à l'extérieur pour atteindre le stade des barrages. Désormais plus tête de série, le club de la capitale tombe sur son homologue roumain, le Steaua Bucarest. À l'Arena Națională, il est clairement dominé durant les quarante-cinq premières minutes, et encaisse logiquement un but (34e). Lors de la seconde période, il joue avec d'autres intentions, et égalise à la 53e par Kosecki. Même si les deux équipes se procurent quelques autres occasions de marquer, elles se quittent sur ce score de parité, plutôt favorable au Legia.

#### Phase de groupes
| Rang | Rang | Évol. | Club           | Coefficient UEFA 2013 | Coefficient 2009-2013 | Coefficient 2013-2014 | Coefficient UEFA 2014 |
| 2013 | 2014 | Évol. | Club           | Coefficient UEFA 2013 | Coefficient 2009-2013 | Coefficient 2013-2014 | Coefficient UEFA 2014 |
| ---- | ---- | ----- | -------------- | --------------------- | --------------------- | --------------------- | --------------------- |
| 88   | 104  | -16   | Lech Poznań    | 23,650                | 15,650                | 1,625                 | 17,275                |
| 126  | 120  | +6    | Legia Varsovie | 13,650                | 12,650                | 2,625                 | 15,275                |
| 196  | 192  | +4    | Śląsk Wrocław  | 7,150                 | 6,150                 | 2,125                 | 8,275                 |
| NC   | 290  | –     | Piast Gliwice  | 4,150                 | 3,150                 | 1,125                 | 4,275                 |
| 21   | 21   | =     | Pologne        | 20,750                | 15,750                | 3,125                 | 18,875                |

1. 1 2 3  Le Piast Gliwice n'ayant pas disputé de compétition européenne durant les années 2009-2013, il n'est pas classé à proprement parler, et commence sa campagne avec le coefficient correspondant à un cinquième de celui du championnat de Pologne.

| Ligue Europa | Ligue Europa   | Ligue Europa              | Ligue Europa                  |
| Tour         | Club           | Adversaires               | Scores                        |
| ------------ | -------------- | ------------------------- | ----------------------------- |
| Gr.          | Legia Varsovie | Lazio Apollon Trabzonspor | 1-0 / 0-2 0-1 / 0-2 2-0 / 0-2 |

## Compétition

### Première phase

#### Classement

##### Classement général
| Rang | Équipe                     | Pts | J  | G  | N  | P  | Bp | Bc | Diff |
| ---- | -------------------------- | --- | -- | -- | -- | -- | -- | -- | ---- |
| 1    | Legia Varsovie (T)         | 63  | 30 | 20 | 3  | 7  | 60 | 30 | +30  |
| 2    | Lech Poznań                | 53  | 30 | 15 | 8  | 7  | 56 | 34 | +22  |
| 3    | Ruch Chorzów               | 50  | 30 | 14 | 8  | 8  | 40 | 38 | +2   |
| 4    | Pogoń Szczecin             | 47  | 30 | 11 | 14 | 5  | 47 | 38 | +9   |
| 5    | Wisła Cracovie             | 45  | 30 | 12 | 9  | 9  | 38 | 30 | +8   |
| 6    | Zawisza Bydgoszcz (P)      | 42  | 30 | 11 | 9  | 10 | 43 | 37 | +6   |
| 7    | Górnik Zabrze              | 42  | 30 | 11 | 9  | 10 | 42 | 46 | -4   |
| 8    | Lechia Gdańsk              | 40  | 30 | 10 | 10 | 10 | 38 | 37 | +1   |
| 9    | Cracovia (P)               | 39  | 30 | 11 | 6  | 13 | 37 | 43 | -6   |
| 10   | Jagiellonia Białystok      | 39  | 30 | 10 | 9  | 11 | 46 | 43 | +3   |
| 11   | Korona Kielce              | 37  | 30 | 9  | 10 | 11 | 36 | 41 | -5   |
| 12   | Śląsk Wrocław              | 34  | 30 | 7  | 13 | 10 | 38 | 40 | -2   |
| 13   | Piast Gliwice              | 34  | 30 | 8  | 10 | 12 | 29 | 47 | -18  |
| 14   | Podbeskidzie Bielsko-Biała | 31  | 30 | 6  | 13 | 11 | 27 | 39 | -12  |
| 15   | Zagłębie Lubin             | 29  | 30 | 7  | 8  | 15 | 31 | 40 | -9   |
| 16   | Widzew Łódź                | 22  | 30 | 5  | 7  | 18 | 26 | 51 | -25  |

| Légende : Qualifications | Légende : Qualifications                                                              |
| ------------------------ | ------------------------------------------------------------------------------------- |
|                          | Qualification pour le « groupe titre » : 1er, 2e, 3e, 4e, 5e, 6e, 7e et 8e            |
|                          | Qualification pour le « groupe relégation » : 9e, 10e, 11e, 12e, 13e, 14e, 15e et 16e |
|                          | (T) : Tenant du titre (P) : Promu de deuxième division                                |

#### Tableau des rencontres
| Résultats (▼dom., ►ext.)                                   | CRA | GÓR | JAG  | KOR | LPO | LGD | LEG | PIA | POD | POG | RUC | ŚLĄ | WID | WIS | ZAG | ZAW |
| Cracovia                                                   |     | 2-0 | 1-0  | 1-2 | 1-6 | 2-1 | 0-1 | 2-3 | 4-2 | 0-1 | 2-1 | 0-1 | 1-1 | 1-1 | 2-0 | 0-2 |
| Górnik Zabrze                                              | 0-1 |     | 3-3  | 0-0 | 0-3 | 0-0 | 0-3 | 2-1 | 2-0 | 1-1 | 2-2 | 3-2 | 3-2 | 3-2 | 2-1 | 3-2 |
| Jagiellonia Białystok                                      | 1-2 | 0-1 |      | 1-1 | 2-0 | 0-1 | 2-3 | 1-1 | 2-2 | 2-3 | 6-0 | 3-1 | 1-0 | 5-2 | 1-0 | 1-1 |
| Korona Kielce                                              | 1-0 | 2-2 | 4-1  |     | 1-0 | 1-0 | 3-5 | 2-0 | 2-1 | 2-2 | 1-4 | 0-0 | 2-1 | 2-3 | 1-1 | 1-1 |
| Lech Poznań                                                | 1-1 | 3-1 | 6-1  | 2-0 |     | 2-1 | 1-1 | 4-0 | 2-1 | 1-2 | 4-2 | 2-1 | 1-0 | 2-0 | 1-1 | 3-2 |
| Lechia Gdańsk                                              | 3-1 | 1-1 | 2-0  | 2-2 | 1-4 |     | 2-0 | 3-1 | 2-2 | 2-3 | 0-0 | 1-2 | 2-0 | 0-0 | 2-1 | 1-1 |
| Legia Varsovie (T)                                         | 4-1 | 2-1 | 0-3A | 1-0 | 1-0 | 0-1 |     | 4-1 | 4-0 | 3-1 | 2-0 | 2-1 | 5-1 | 2-2 | 2-0 | 3-0 |
| Piast Gliwice                                              | 1-1 | 2-0 | 2-1  | 1-1 | 0-2 | 0-0 | 1-2 |     | 0-0 | 2-2 | 0-2 | 1-1 | 3-0 | 0-1 | 2-1 | 1-1 |
| Podbeskidzie                                               | 1-1 | 1-2 | 0-1  | 1-0 | 0-0 | 3-1 | 1-0 | 0-1 |     | 0-0 | 0-0 | 3-3 | 1-0 | 0-0 | 0-0 | 0-0 |
| Pogoń Szczecin                                             | 0-0 | 1-4 | 1-1  | 3-2 | 5-1 | 1-1 | 0-3 | 4-0 | 2-1 |     | 3-1 | 2-2 | 1-0 | 0-0 | 1-1 | 1-1 |
| Ruch Chorzów                                               | 3-2 | 2-1 | 1-0  | 2-0 | 1-1 | 1-1 | 2-1 | 0-2 | 0-1 | 1-1 |     | 1-1 | 2-1 | 1-1 | 0-2 | 1-0 |
| Śląsk Wrocław                                              | 0-3 | 1-1 | 2-3  | 1-1 | 2-0 | 1-0 | 1-1 | 0-0 | 4-0 | 1-1 | 2-3 |     | 3-1 | 0-0 | 2-0 | 1-2 |
| Widzew Łódź                                                | 1-3 | 0-3 | 1-1  | 2-1 | 2-2 | 4-1 | 0-1 | 1-1 | 1-1 | 2-1 | 0-1 | 0-0 |     | 2-1 | 0-0 | 2-1 |
| Wisła Cracovie                                             | 3-1 | 0-0 | 1-1  | 1-0 | 2-0 | 3-0 | 1-0 | 3-0 | 0-1 | 2-1 | 0-1 | 3-0 | 3-0 |     | 1-0 | 0-1 |
| Zagłębie Lubin                                             | 0-1 | 3-0 | 1-1  | 2-0 | 0-0 | 1-3 | 1-3 | 0-2 | 3-2 | 0-2 | 1-2 | 2-2 | 3-1 | 3-1 |     | 3-1 |
| Zawisza Bydgoszcz                                          | 2-0 | 3-1 | 0-1  | 0-1 | 2-2 | 0-3 | 3-1 | 6-0 | 2-2 | 1-1 | 0-3 | 1-0 | 2-0 | 3-1 | 2-0 |     |
| - Victoire à domicile - Match nul - Victoire à l'extérieur |     |     |      |     |     |     |     |     |     |     |     |     |     |     |     |     |

Note A : Match perdu par forfait, à la suite d'incidents entre supporteurs peu avant la mi-temps (le score était alors de 0–0).

### Seconde phase
Avant le début de cette seconde phase, les points de chaque équipe obtenus en saison régulière sont divisés par deux et arrondis au demi point supérieur.

#### Groupe A

##### Classement
| Rang | Équipe                    | Pts | J  | G  | N  | P  | Bp | Bc | Diff |
| ---- | ------------------------- | --- | -- | -- | -- | -- | -- | -- | ---- |
| 1    | Legia Varsovie (T)        | 50  | 37 | 26 | 3  | 8  | 75 | 34 | +41  |
| 2    | Lech Poznań               | 40  | 37 | 19 | 9  | 9  | 68 | 40 | +28  |
| 3    | Ruch Chorzów              | 34  | 37 | 16 | 11 | 10 | 47 | 48 | -1   |
| 4    | Lechia Gdańsk             | 32  | 37 | 13 | 13 | 11 | 46 | 41 | +5   |
| 5    | Wisła Cracovie            | 31  | 37 | 14 | 11 | 12 | 51 | 46 | +5   |
| 6    | Górnik Zabrze             | 31  | 37 | 14 | 10 | 13 | 53 | 57 | -4   |
| 7    | Pogoń Szczecin            | 27  | 37 | 11 | 17 | 9  | 50 | 50 | 0    |
| 8    | Zawisza Bydgoszcz (P) (C) | 25  | 37 | 12 | 10 | 15 | 48 | 48 | 0    |

| Légende : Qualifications | Légende : Qualifications                                                                      |
| ------------------------ | --------------------------------------------------------------------------------------------- |
|                          | Ligue des champions 2014-2015 (deuxième tour de qualification) : 1er                          |
|                          | Ligue Europa 2014-2015 (deuxième tour de qualification) : 2e, 3e et vainqueur de la coupe     |
|                          | (T) : Tenant du titre (C) : Vainqueur de la Coupe de Pologne (P) : Promu de deuxième division |

##### Tableau des rencontres
| Résultats (▼dom., ►ext.)                                   | GÓR | LPO | LGD | LEG | POG | RUC | WIS | ZAW |
| Górnik Zabrze                                              |     |     | 0-2 | 2-3 |     | 2-0 |     |     |
| Lech Poznań                                                | 2-1 |     |     |     | 0-0 | 4-0 | 3-0 |     |
| Lechia Gdańsk                                              |     | 2-1 |     | 0-1 |     |     | 2-2 |     |
| Legia Varsovie (T)                                         |     | 2-0 |     |     |     | 1-2 | 5-0 | 2-0 |
| Pogoń Szczecin                                             | 2-2 |     | 0-2 | 0-1 |     |     |     | 1-2 |
| Ruch Chorzów                                               |     |     | 0-0 |     | 0-0 |     | 2-2 | 3-1 |
| Wisła Cracovie                                             | 2-3 |     |     |     | 5-0 |     |     | 2-1 |
| Zawisza Bydgoszcz                                          | 0-1 | 1-2 | 0-0 |     |     |     |     |     |
| - Victoire à domicile - Match nul - Victoire à l'extérieur |     |     |     |     |     |     |     |     |

#### Groupe B

##### Classement
| Rang | Équipe                     | Pts | J  | G  | N  | P  | Bp | Bc | Diff |
| ---- | -------------------------- | --- | -- | -- | -- | -- | -- | -- | ---- |
| 9    | Śląsk Wrocław              | 34  | 37 | 12 | 15 | 10 | 49 | 41 | +8   |
| 10   | Podbeskidzie Bielsko-Biała | 30  | 37 | 10 | 15 | 12 | 39 | 45 | -6   |
| 11   | Jagiellonia Białystok      | 29  | 37 | 12 | 12 | 13 | 59 | 58 | +1   |
| 12   | Piast Gliwice              | 28  | 37 | 11 | 12 | 14 | 43 | 56 | -13  |
| 13   | Korona Kielce              | 26  | 37 | 10 | 14 | 13 | 47 | 56 | -9   |
| 14   | Cracovia (P)               | 25  | 37 | 12 | 8  | 17 | 43 | 56 | -13  |
| 15   | Widzew Łódź                | 22  | 37 | 8  | 9  | 20 | 36 | 59 | -23  |
| 16   | Zagłębie Lubin             | 16  | 37 | 7  | 9  | 21 | 32 | 51 | -19  |

| Légende : Relégations | Légende : Relégations             |
| --------------------- | --------------------------------- |
|                       | Relégation en I liga : 15e et 16e |
|                       | (P) : Promu de deuxième division  |

##### Tableau des rencontres
| Résultats (▼dom., ►ext.)                                   | CRA | JAG | KOR | PIA | POD | ŚLĄ | WID  | ZAG |
| Cracovia                                                   |     | 2-2 | 1-1 | 1-5 | 0-1 |     |      |     |
| Jagiellonia Białystok                                      |     |     | 4-4 | 4-3 |     | 0-3 |      | 1-0 |
| Korona Kielce                                              |     |     |     | 0-1 | 3-2 | 1-5 | 2-2  |     |
| Piast Gliwice                                              |     |     |     |     | 2-2 | 0-0 |      | 2-0 |
| Podbeskidzie                                               |     | 2-1 |     |     |     |     | 3-0  | 2-0 |
| Śląsk Wrocław                                              | 1-0 |     |     |     | 0-0 |     | 1-0  | 1-0 |
| Widzew Łódź                                                | 2-0 | 1-1 |     | 2-1 |     |     |      |     |
| Zagłębie Lubin                                             | 1-2 |     | 0-0 |     |     |     | 0-3B |     |
| - Victoire à domicile - Match nul - Victoire à l'extérieur |     |     |     |     |     |     |      |     |

Note B : Match perdu par forfait, des fumigènes ayant été lancés sur le terrain peu avant la fin de la rencontre (le score était alors de 3–3).

### Bilan de la saison
| Tableau d'Honneur |                   |
| Compétition       | Vainqueur         |
| Ekstraklasa       | Legia Varsovie    |
| Coupe de Pologne  | Zawisza Bydgoszcz |

| Promotions et relégations |                |
| Relégués en I liga        | Widzew Łódź    |
| Relégués en I liga        | Zagłębie Lubin |
| Promus de I liga          | GKS Bełchatów  |
| Promus de I liga          | Górnik Łęczna  |

| Qualifications européennes 2014-2015 |                   |
| Ligue des champions                  | Qualifié          |
| 2e tour de qualification             | Legia Varsovie    |
| Ligue Europa                         | Qualifiés         |
| 2e tour de qualification             | Lech Poznań       |
| 2e tour de qualification             | Ruch Chorzów      |
| 2e tour de qualification             | Zawisza Bydgoszcz |

## Statistiques
| 22 buts - Marcin Robak (Piast Gliwice (1 but) puis Pogoń Szczecin) 21 buts - Marco Paixão (Śląsk Wrocław) 20 buts - Łukasz Teodorczyk (Lech Poznań) 17 buts - Paweł Brożek (Wisła Cracovie) 15 buts - Dani Quintana (en) (Jagiellonia Białystok) Source : ekstraklasa.org | 12 passes décisives - Gergő Lovrencsics (Lech Poznań) 11 passes décisives - Tomasz Brzyski (Legia Varsovie) - Michał Żyro (Legia Varsovie) 10 passes décisives - Paweł Golański (Korona Kielce) Source (non officielle) : ekstraklasa.wp.pl |

### Moyenne de buts marqués par journée
Ce graphique représente le nombre de buts marqués (786 au total cette saison) lors de chaque journée. Il est également indiqué la moyenne totale sur la saison, qui est de 21,24 buts par journée (2,66 par match), en nette augmentation par rapport à la saison précédente (la moyenne était alors de 19,93 buts par journée). Elle est également la plus haute depuis huit saisons.
Lors de la 12e journée, 36 buts sont marqués, une première depuis 1963.

### Affluences moyennes
Ce graphique présente pour chaque club la moyenne par match des affluences enregistrées dans leur stade. Cette saison, elle s'établit dans le championnat à 8 319 spectateurs, en très légère augmentation par rapport à la saison précédente (où elle était de 8 314 spectateurs par match). Exactement 2 462 445 spectateurs ont assisté à un match d'Ekstraklasa, dont 38 458 pour la rencontre Lech Poznań – Legia Varsovie, la plus prolifique dans ce domaine.

## Aspects financiers

### Sponsors
Pour la troisième saison consécutive, l'opérateur de téléphonie mobile allemand T-Mobile, très présent en Pologne, est le sponsor principal de l'Ekstraklasa. Alors que son contrat avec la ligue prenait fin en juin 2013, la marque décide de le prolonger de deux ans en mai 2013, et verserait désormais à l'organisateur du championnat, selon certains médias, seize millions de złotys par saison, une somme record en Pologne pour une compétition sportive. Ce contrat permet à T-Mobile – en plus de placer son nom dans le titre officiel du championnat et son image dans son logo – d'être présent sur le maillot de toutes les équipes ainsi que les panneaux publicitaires entourant le terrain, les stades et les infrastructures des clubs.
Comme lors des cinq saisons précédentes, les ballons officiels de match sont fournis par l'équipementier allemand Puma. Alors que le contrat liant les deux parties prend fin en juin 2014, le président d'Ekstraklasa SA Bogusław Biszof annonce en décembre 2013 qu'il ne sera pas prolongé, et que c'est Adidas qui remplacera Puma à partir de la saison 2014-2015. L'accord porte sur deux années.

### Couverture médiatique
Comme depuis quelques années, Canal+ Polska est le détenteur majeur des droits du championnat de Pologne de football, et est en mesure de retransmettre l'ensemble des rencontres. En effet, après avoir remporté un premier appel d'offres le 11 mai 2011, il a renouvelé son accord avec la ligue fin mars 2013, qui lui assure la couverture médiatique complète de l'Ekstraklasa jusqu'en mai 2015,.